# Cicit

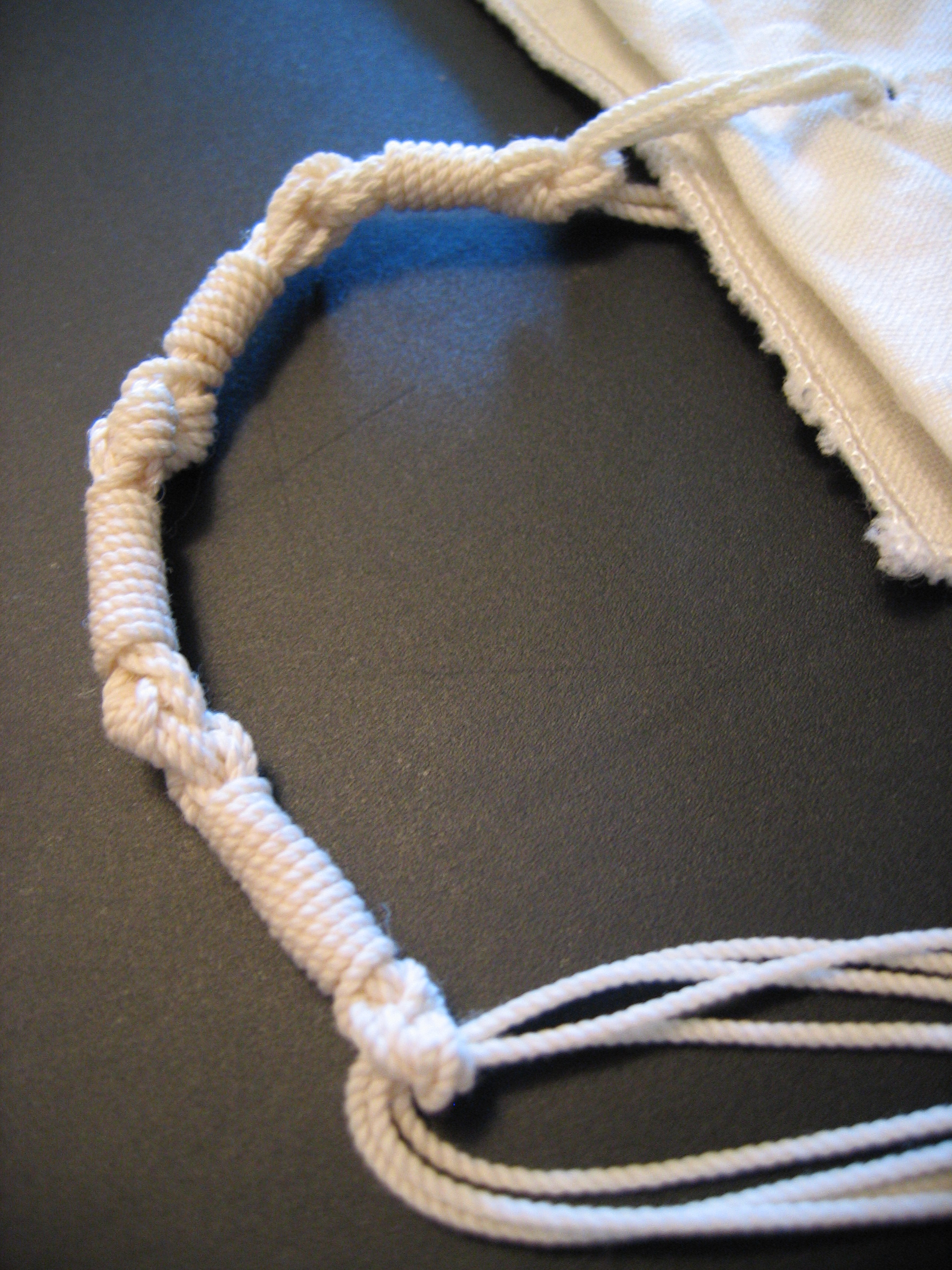
Cicit

Cicit lub cyces (hebr.: צִיצִית) – element rytualnego stroju żydowskiego.
1. Frędzle, przywiązane do czterech rogów talitu (tałesu), zakładanego przez żydów na głowę i ramiona w czasie modlitwy[1]
2. Rodzaj koszuli (prostokątna chusta z otworem na głowę) z frędzlami (cicit) noszonej przez religijnych żydów na co dzień, zwanej też talit katan/tałes kutn.

Frędzle o których mowa w biblijnej Księdze Liczb (Bemidbar) 15:37–41 przypominają noszącym je i patrzącym na nie o przykazaniach Pana. Talit, w którym brakuje choćby jednej z cicit lub w którym choćby jedna z cicit jest za krótka bądź źle zawiązana, jest niekoszerny i nie może być używany. Cicit wykonane były z ośmiu nitek (liczba dni od urodzenia do obrzezania), pięciu węzłów (liczba ksiąg Tory). Zgodnie z obyczajem ósma nitka służyła do obwiązania pozostałych, Żydzi aszkenazyjscy obwiązywali nitki 39 razy, uzyskując wartość liczbową słów „JHWH jest jeden”.
Micwa noszenia cicit jest ściśle związana poprzez modlitwę Szema z trzema innymi przykazaniami: odmawiania modlitwy Szema, mocowania mezuzy na framudze drzwi domu i zakładania tefilin.
Przy zakładaniu cicit (talit katan) odmawia się błogosławieństwo:
Baruch Ata Haszem, Elokejnu Melech haolam,
Aszer kidszanu bemicwotaw, weciwanu al micwat cicit.
Błogosławionyś Ty, Haszem, Bóg Nasz, Król świata,
który uświęcił nas swoimi przykazaniami i dał nam przykazanie (noszenia) cicit.
Przy zakładaniu tałesu mówi się:
Baruch Ata Haszem, Elokejnu Melech haolam,
Aszer kidszanu bemicwotaw, weciwanu lehit'atef bacicit.
Błogosławionyś Ty, Haszem, Bóg Nasz, Król świata,
który uświęcił nas swoimi przykazaniami i nakazał nam okrywać się (okryciem z) cicit.